# Tour Cathcart
La tour Cathcart (anglais : Cathcart Tower) est une tour Martello située sur l'île Cedar du fleuve Saint-Laurent, à proximité de Kingston en Ontario (Canada). Elle est l'un des quatre tours construites dans le but de protéger le port de Kingston et l'entrée du canal Rideau. Elle est située dans le parc national des Mille-Îles et elle a été classée édifice fédéral du patrimoine en 1995. Elle fait partie du site du patrimoine mondial du canal Rideau.